# Zdeněk Kolář (lékař)
Zdeněk Kolář (* 19. května 1953 Prostějov) je český patolog, onkolog a vysokoškolský učitel, v letech 2004 až 2011 děkan Lékařské fakulty Univerzity Palackého (LF UP).

## Život
V roce 1977 získal titul doktora medicíny v oboru stomatologie a o dva roky později také v oboru všeobecné lékařství, v obou případech na Lékařské fakultě UP. V letech 1978 až 1980 působil jako asistent na Ústavu patologie na LF UP.  V roce 1984 se na LF UP stal kandidátem věd. V letech 1988 a 1992 podstoupil atestace. V roce 1990 se habilitoval a v roce 1997 se stal profesorem.
V letech 1994 až 1997 působil jako proděkan LF UP pro vědu, výzkum a zahraniční styky. V roce 1998 se stal vedoucím Laboratoře molekulární biologie LF UP a v roce 2000 vedoucím Ústavu patologie. Ve funkci setrval do roku 2004, kdy se stal děkanem LF UP a stal se tak zároveň alespoň zástupcem vedoucího Ústavu patologie. Ve funkci setrval do roku 2011, kdy skončil ve funkci děkana a stal se vedoucím Ústavu klinické a molekulární patologie LF UP a FNOL.
Kolář byl během své kariéry členem hned několika vědeckých rad, jmenovitě vědecké rady Ostravské univerzity, Fakulty zdravotnických studií Ostravské univerzity, Lékařské fakulty Masarykovy univerzity, ministerstva zdravotnictví ČR a přirozeně také LF UP, jejíž vědecké radě zároveň Kolář v letech 2004 až 2011 předsedal. V roce 2004 se stal členem kolegia rektora Univerzity Palackého a členem Jeseniovy Lékařské Fakulty Univerzity Komenského v Martině. V roce 2009 se stal členem výboru pro zdravotnictví Olomouckého kraje.
V roce 1997 mu byla udělena pamětní medaile Univerzity Palackého a cena ministra zdravotnictví ČR. V roce 2003 mu byla udělena stříbrná medaile UP a cena děkana LF za publikační činnost. V roce 2010 medaile LF MU za dlouholetou spolupráci.